# Mathias Hamborg Wilhjelm
Mathias Hamborg Wilhjelm (født 6. december 1796 i Holtug, død 21. marts 1868 på Øllingsø) var en dansk godsejer.
Han var søn af Mathias Jacobsen Wilhjelm, kom november 1811 på kontoret hos sportelkasserer og kontorchef Frederik Christian Smith, hans onkel, og kort efter hos stadsmægler Herløv, blev 1815 exam. jur. og ægtede 6. april 1827 i Maribo Diderikke "Rikke" Georgia Seehusen (28. januar 1798 på Øllingsø - 11. februar 1851 sammesteds), datter af ejer af Øllingsø, kammerråd Jørgen Henrich Seehusen og Diderica Lønborg og blev dermed ejer af Øllingsø.
Wilhjelm blev 1832 virkelig kammerråd, 1843 justitsråd og 6. oktober 1853 Ridder af Dannebrog. Han var 1829-45 tiendekommissær for Lolland; 1835-36, 1838 og 1840 medlem af stænderforsamlingen for Østifterne i Roskilde som repræsentant for sædegårdsejerne i Lolland-Falsters Stift, 1842 suppleant; 1841 medstifter af Sparekassen, senere kaldet Lollands Spare- og Laanebank, Nakskov, og var medlem af dens direktion til 1865; medlem af, senere formand for Græshave-Gloslunde Sogneråd og blev 1842 medlem af Maribo Amtsråd.
Ved fundats af februar 1879 oprettede hans børn og svigerbørn et legat under forældrenes navn.